# Mühlenberger Loch
Koordinaten: 53° 32′ 33″ N, 9° 48′ 0″ O

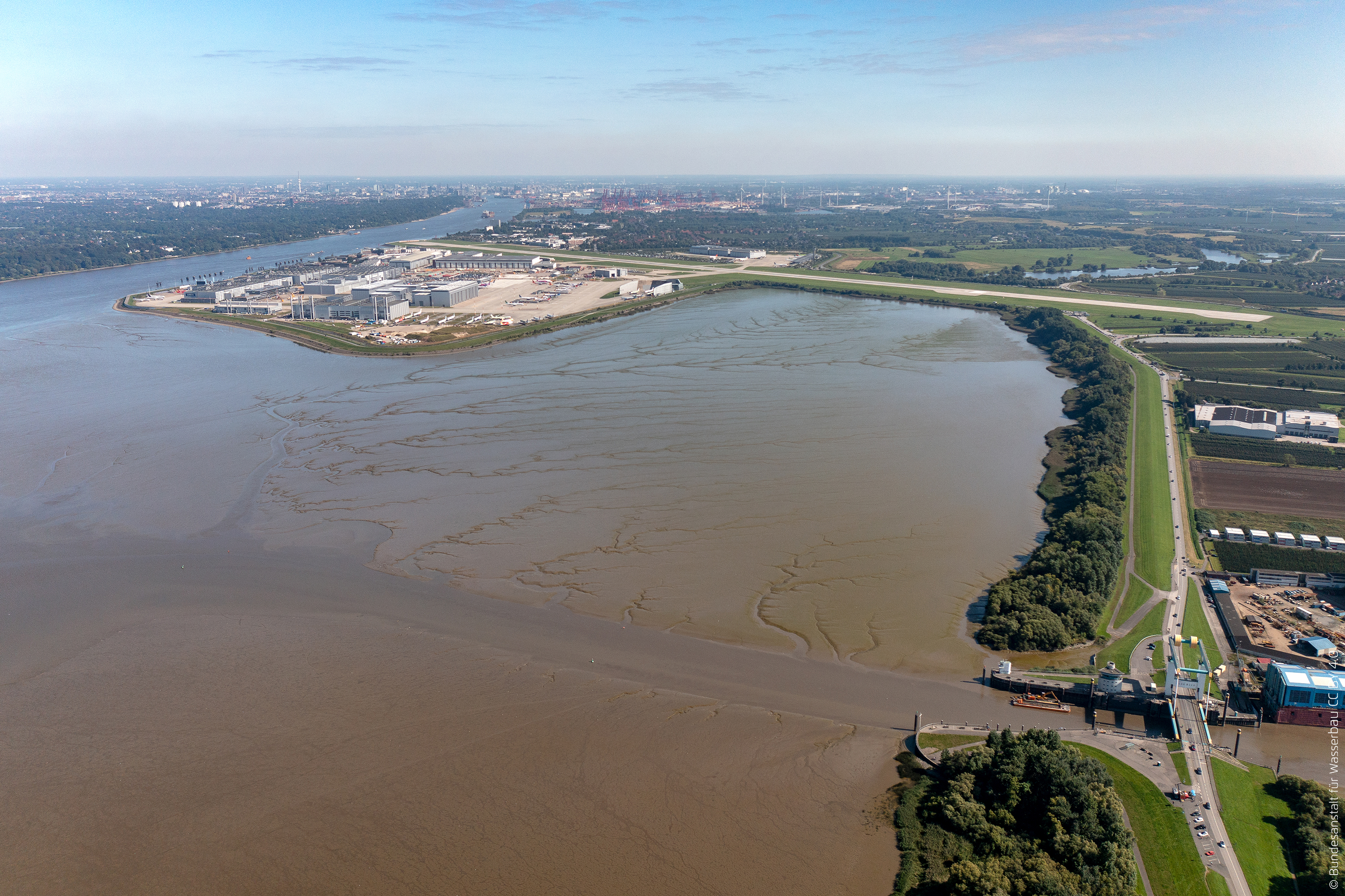
Das Mühlenberger Loch, Blick nach Osten zur ehemaligen Mündung der Alten Süderelbe

Das Mühlenberger Loch ist ein Flussgebiet im Verlauf der Niederelbe unterhalb der ehemaligen Elbinsel Finkenwerder bei Stromkilometer 634, wo ursprünglich die Süderelbe mündete. Die Alte Süderelbe ist heute ein stilles Gewässer und wurde im Zuge von Deichbaumaßnahmen geschlossen, weil sie immer mehr versandete und als Schifffahrtsweg seit Ausbau des Köhlbrandes Mitte des 19. Jahrhunderts schon lange nicht mehr benötigt wurde. Das Mühlenberger Loch liegt somit als Bucht südlich des Hauptstroms der Elbe, die an dieser Stelle 2,8 km breit ist. Es liegt 2 km hinter dem Hamburger Hafen sowie 93 km vor der Elbemündung und kann durch eine Webcam in Echtzeit betrachtet werden. Auf das Mühlenberger Loch wirken Ebbe und Flut ein. Es gilt als eines der größten Süßwasserwatten Europas.

## Die Ortschaft Mühlenberg
Der Name Mühlenberger Loch ist angelehnt an den Ortsteil Mühlenberg von Blankenese, der heute im Wesentlichen durch eine gleichnamige, in einem Taleinschnitt steil abfallende Straße im Osten (elbaufwärts) von Blankenese markiert wird. Tatsächlich existierte aber auch ein „Mühlenberg“. Auf einer Erhebung elbabwärts des Tales hat eine Windmühle gestanden. Zudem gab es eine Wassermühle am Mühlenteich. Früher war Mühlenberg eine eigene kleine Siedlung, die wohl ursprünglich um den Bootslandeplatz der früher ebenfalls eigenständigen, heute zwischen Blankenese und Nienstedten „aufgeteilten“ Ortschaft Dockenhuden entstand. Um 1850 existierte ein Blankeneser und ein Dockenhudener Teil Mühlenbergs.

## Entstehung

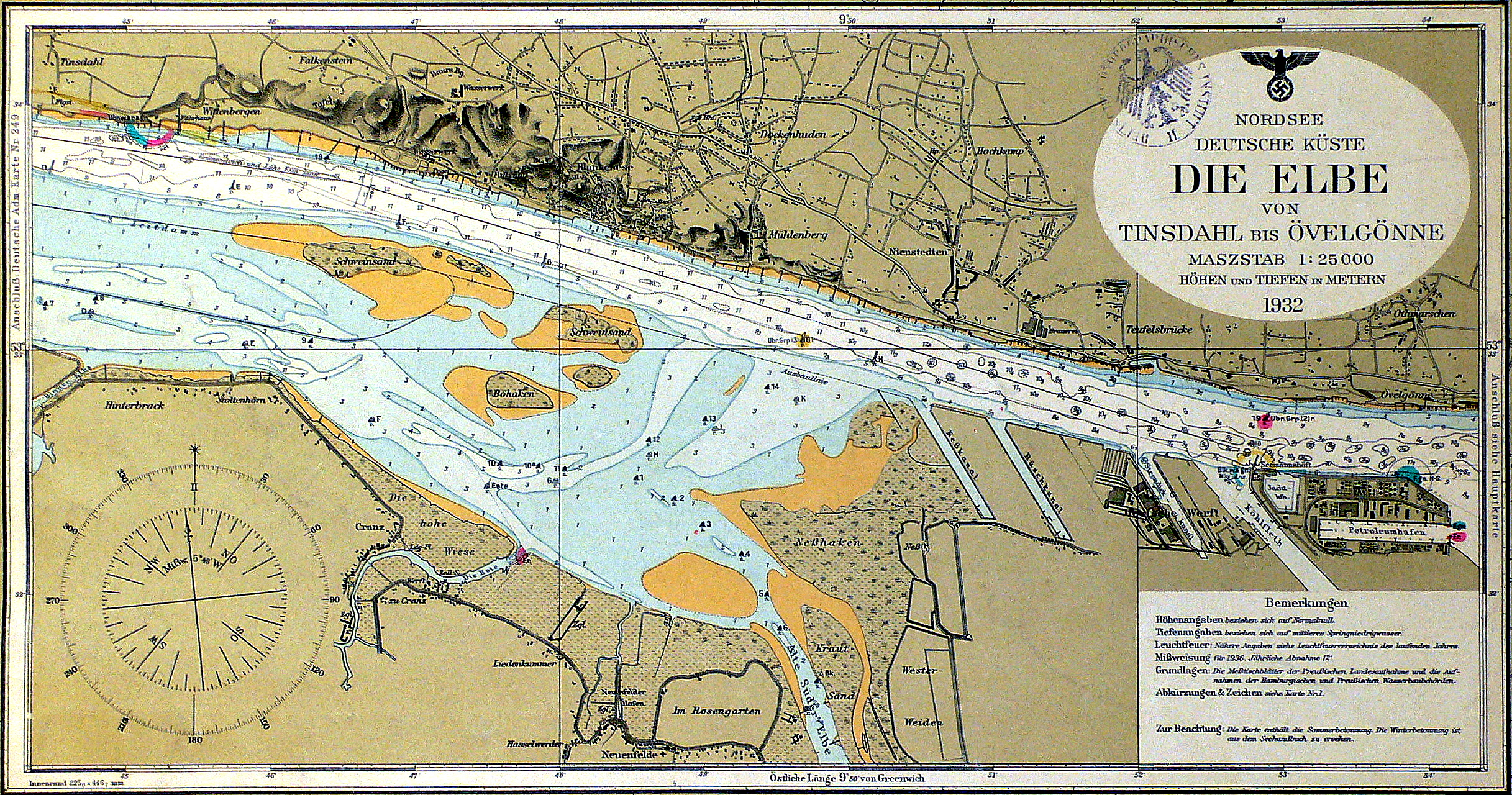
Seekarte Nr. 250 (Sonderkarte) von 1938

Vor Hamburg fächert sich die 400 m breite Oberelbe in ein weitverzweigtes Binnendelta auf, in das der Hamburger Hafen gebaut wurde. Norder- und die Süderelbe nehmen weit getrennte Wege und strömten erst unterhalb Hamburgs wieder zusammen. Der wiedervereinigte Strom erreicht eine Breite von bis zu 2,5 km und ist den Gezeiten unterworfen, so dass er flach und von zahlreichen Untiefen, Wattflächen und Inseln durchsetzt ist.
„Mühlenberger Loch“ war ursprünglich die Bezeichnung für einen als Fahrrinne von Blankenese nach Cranz genutzten Priel durch die Sandbänke gegenüber vom Mühlenberg.
Anfang der 1940er Jahre legten die Flugzeugwerke von Blohm & Voss, die Hamburger Flugzeugbau GmbH, auf der Norder- und Süderelbe trennenden Insel Finkenwerder ein Hafenbecken an, da eine Wasserfläche für Erprobungen von Start und Landung von Flugbooten benötigt wurde. Das Ufer wurde begradigt und befestigt, die Wasserfläche ausgebaggert. Seitdem wird die gesamte große Wasserfläche, die stromabwärts an Hamburg-Finkenwerder grenzt, als „Mühlenberger Loch“ bezeichnet.
Der Aushub wurde neben dem Schweinesand abgelagert und ließ die Insel Neßsand entstehen.
Nach Abdeichung der alten Süderelbe als Schutzmaßnahme nach der Sturmflut von 1962 versandete das Mühlenberger Loch immer mehr.
Im Zuge der Erweiterung des Airbus-Geländes und der damit verbundenen Verlängerung der Start- und Landebahn des werkseigenen Flugplatzes, um den Bau des Airbus A380 auch in Hamburg zu ermöglichen, wurde ein Fünftel des Mühlenberger Loches zugeschüttet. Die neu aufgeschüttete Fläche erhielt den Namen Mühlenberger Sand.

## Flora und Fauna

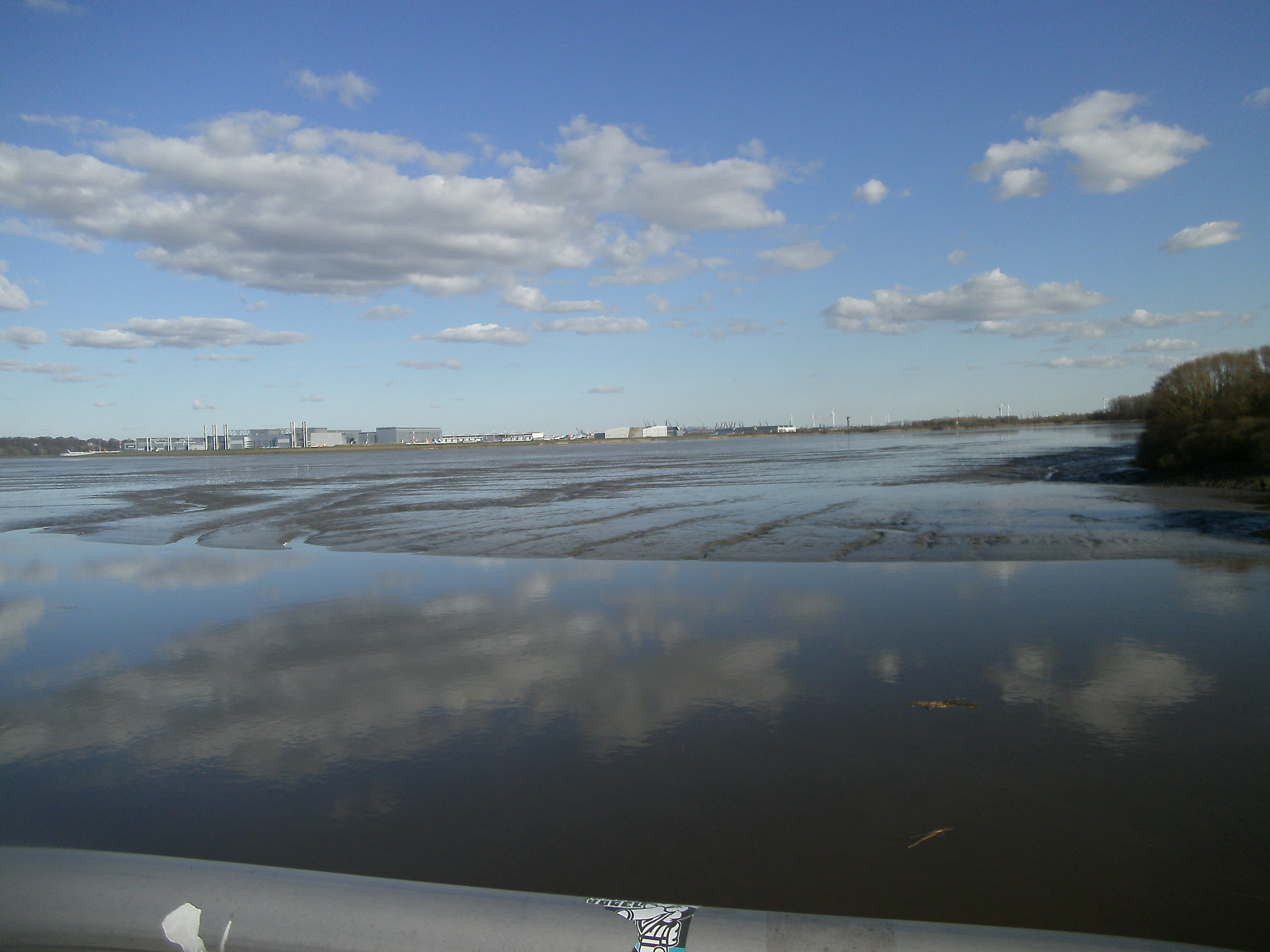
Mühlenberger Loch bei Ebbe mit Süßwasserwatt. Blick von Hamburg-Cranz nach Nordosten.

Siehe auch: Naturschutzgebiet Mühlenberger Loch/Neßsand
Das Gebiet zeichnet sich durch seinen Fischreichtum an Zander, Stint, Flunder (regional Butt genannt) und Aal aus; wenn im Sommer im vertieften Elbfahrwasser Sauerstoffmangel herrscht, ist es ein wichtiges Rückzugsgebiet. Es dient auch Zugvögeln als Ruhe- und Nahrungsraum, allen voran Löffel- und Krickente, und ist deshalb als Vogelschutzgebiet von internationalem Rang nach den Kriterien von Ramsar anerkannt. Es grenzt u. a. an die Hamburger Naturschutzgebiete NSG Finkenwerder Süderelbe, NSG Westerweiden und NSG Neßsand und wird mit letzterem zu einem zusammenhängenden NSG Mühlenberger Loch/Neßsand ausgewiesen.
Auch deswegen ist bei der ansässigen Bevölkerung die Teilzuschüttung auf erheblichen Widerstand gestoßen.
Das Mühlenberger Loch ist sowohl als Europäisches Vogelschutzgebiet (DE 2424-401) im Sinne der Vogelschutzrichtlinie als auch als FFH-Gebiet (DE 2424-302) nach der Fauna-Flora-Habitat-Richtlinie gemeldet. Das Mühlenberger Loch wurde durch die Verordnung des Senats der Freien und Hansestadt Hamburg vom 25. Mai 1982 (GVBl S. 188) als Landschaftsschutzgebiet ausgewiesen. Durch eine am 4. Mai 2000 in Kraft getretene Änderungsverordnung vom 23. November 1999 (GVBl S. 264) ist die zugeschüttete Teilfläche des Mühlenberger Lochs aus dem Geltungsbereich des Landschaftsschutzgebietes herausgenommen worden.

## Wasserbauliche Situation
Nach der 1962er Sturmflut wurde die Alte Süderelbe zum Mühlenberger Loch hin abgedämmt; die Durchströmung des Mühlenberger Lochs konnte somit nur noch von der Hahnöfer Nebenelbe zur Elbe erfolgen. Extreme Sedimentation und Verflachung des Este-Fahrwassers sind die Folgen. In den Jahren 1967 / 1968 wurden die beiden Inseln Hanskalbsand und Neßsand durch einen Spüldamm verbunden. Die entstandene Insel erhielt somit die Funktion eines Leitwerkes. Weitere Aufspülungen auf den Sänden folgten bis zur Höhe von ~ NN + 3,50 m.
Nach der Vordeichung Hahnöfersand und Inbetriebnahme der Siele an der Borsteler Binnenelbe in den Jahren 1973/1974 entstand ein Zweistromsystem aus Hauptelbe und Hahnöfer Nebenelbe.
Außer den vorgenannten zeitlich begrenzten Strombauten und Veränderungen werden ständig Unterhaltungsbaggerungen vorgenommen. Zudem werden morphologische Veränderungen und daraus entstandene Unreinstellen lokalisiert, und erforderliche Baggermengen bestimmt. Unter Einsatz von Saugbaggern wird die Sicherheit des Verkehrs garantiert. Die Unterhaltsbaggerung wird vom Wasser- und Schifffahrtsamt Hamburg, Bundesministerium für Verkehr, Bau und Stadtentwicklung, vorgenommen.
Die in den Jahren zu einem Verbund aufgeschütteten und aufgespülten Elbinseln Neßsand/Hanskalbsand, Schweinesand und Pagensand sind Eigentum des Bundes.

## Wirtschaft und Naturschutz – Die Airbus-Erweiterung

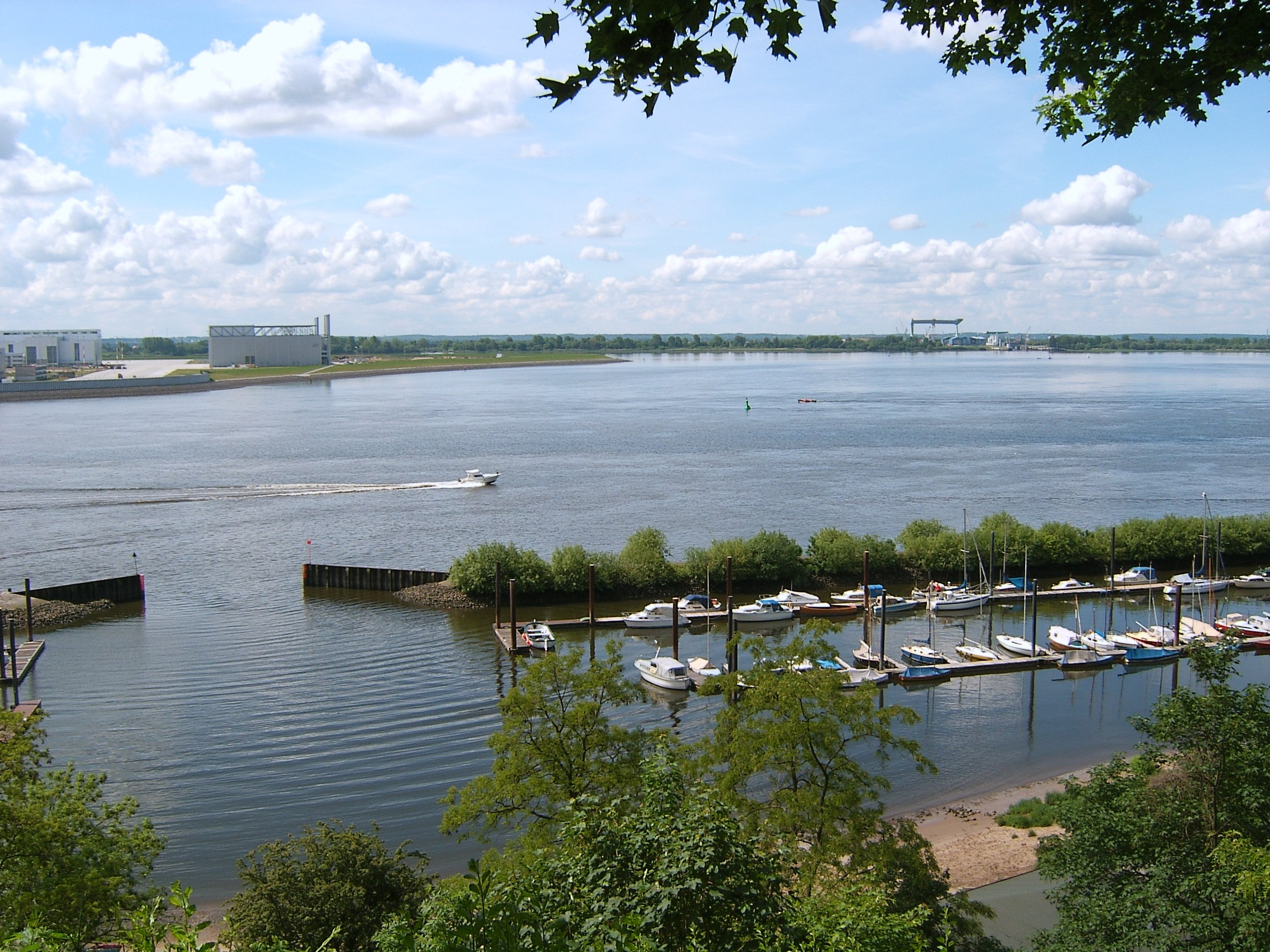
Yachthafen am Mühlenberg, links im Hintergrund die Lackierhalle und ein Teil der Endlinie des Airbus A380 auf dem „Mühlenberger Sand“

Um die Werkserweiterung der anliegenden Airbus Deutschland GmbH für den Bau des Flugzeugs Airbus A380 zu ermöglichen, hat die Stadt Hamburg zwischen 2001 und 2003 eine Teilfläche von 170 ha des Mühlenberger Lochs mit Sand ausgefüllt beziehungsweise aufgespült. Wegen dieses Vorganges kam es zu heftigen Auseinandersetzungen mit Naturschützern, es wurden aber auch ökonomische und bautechnische Einwände geäußert, da die standfeste Errichtung großer Werkshallen auf dem mehrere Meter dicken Schlickboden sehr aufwändig ist. Die bautechnischen Einwände haben sich dabei nicht bewahrheitet, die unten beschriebene Werkserweiterungsfläche wurde im August 2004 fertiggestellt. Die Standfestigkeit des Bodens hat sich als technisch lösbares Problem erwiesen, so dass die Hallenbauten für die Produktion des Airbus A380 seit 2002 zügig vorangehen konnten. Die Rechtsstreitigkeiten zu dieser Baumaßnahme wurden vor dem Hamburger Verwaltungsgericht geführt; im Juni 2005 hatte das Oberverwaltungsgericht eine „mittelbare Gemeinnützigkeit“ für das gesamte Airbus-Projekt festgestellt und die Werkserweiterung ins Mühlenberger Loch damit bestätigt. Als Ausgleichsmaßnahme wurden Teile der Elbinsel Hahnöfersand in Watt umgewandelt.
Der zweite größere Industriebetrieb am Mühlenberger Loch ist die J. J. Sietas KG, eine Spezialschiff- und Feederwerft, die ihr Werksgelände direkt hinter der Hauptdeichlinie an der Estemündung hat.

## Freizeit- und Erholungsgebiet
Das Mühlenberger Loch ist eines der beliebtesten Segelgebiete und Naherholungsgebiete der Region und gilt als eines der schönsten Gebiete Europas. Das Mühlenberger Loch war und ist ein gut nutzbares Paddel- und Segel-Revier, das insbesondere bei höheren Wasserständen genutzt werden kann, also stark tidenabhängig ist. Trotz der Nähe zur stark befahrenen Elbe-Fahrrinne mit Strömungsgeschwindigkeiten von bis zu 2–3 Knoten (ca. 1–1,5 m/s) ist das Revier vergleichsweise ruhig und trotz der Verkleinerung durch den Airbus-Ausbau als Regattarevier noch immer gut geeignet und intensiv genutzt.
Die Hamburger nutzen zu Fuß und mit dem Fahrrad gerne die Fährverbindung von Blankenese nach Cranz, um auf die andere Seite zu gelangen; von dort geht man gerne auf den Deichen spazieren und genießt die großartige Perspektive auf das nördliche Elbufer. Außerdem kommt man auch so in das Hinterland, das Alte Land. Seit der neue Elbtunnel existiert, kommt man aber auch sehr gut mit Bussen auf die Südseite.
Besonders beliebt ist die Wanderung von Altona (korrekter Ottensen) nach Blankenese entlang des europäischen Fernwanderweges.